# 松本 (さいたま市)
松本（まつもと）は、埼玉県さいたま市南区の町名。現行行政地名は松本一丁目から松本四丁目。住居表示実施地区。郵便番号は336-0035。

## 地理
さいたま市南区南西部の沖積平野に位置する。北側で田島に、東側で曲本・内谷・戸田市美女木に、南側で戸田市大字内谷に、西側で戸田市大字曲本・さいたま市南区大字堤外に隣接する。「田島団地前」交差点付近の道路敷を除くほぼ全域が市街化区域に指定されており、主に住宅地として利用されている。生産緑地地区も点在する。荒川左岸堤防に接しており、荒川第一調節池（彩湖）も近い。

### 地価
住宅地の地価は、2021年（令和3年）1月1日の公示地価によれば、松本一丁目318番7（住居表示は松本一丁目10番6号）の地点で14万1000円/m2となっている。

## 歴史
もとは江戸期より存在した武蔵国足立郡笹目領に属する松本新田であった。『元禄郷帳』や『天保郷帳』では松本村とも記されている。1670年（寛文10年）に開墾され、開墾人の姓をとって鶴巻新田と名付けられた。1695年（元禄8年）に、浅草の住人松本小右衛門がゆえあってこの村を預かることになったことから、松本新田と改称された。村高は『元禄郷帳』では63石余、『天保郷帳』では64石余であった。村の規模は東西4町余、南北9町余で、化政期の戸数は37軒であった。
- 発足時は幕府領、以降変遷なし[8]。なお、検地は1697年（元禄10年）に実施[9]。
- 幕末時点では足立郡松本新田であった。明治初年の『旧高旧領取調帳』の記載によると、代官大竹左馬太郎支配所が管轄する幕府領であった[10]。
- 1868年（慶応4年）6月19日 - 武蔵知県事・山田政則（忍藩士）の管轄となる。
- 1869年（明治2年） 
  - 1月13日 - 武蔵知県事・宮原忠英の管轄区域に大宮県を設置。県庁は東京府馬喰町に置かれる。
  - 9月29日 - 県庁が浦和に置かれ浦和県に改称。
- 1871年（明治4年）11月13日 - 第1次府県統合により埼玉県の管轄となる。
- 1879年（明治12年）3月17日 - 郡区町村編制法により成立した北足立郡に属す。郡役所は浦和宿に設置。
- 1889年（明治22年）4月1日 - 町村制施行により、北足立郡内谷村・曲本村・美女木村・松本新田が合併し、美谷本村が成立[11]。美谷本村の大字松本新田となる。
- 1943年（昭和18年）4月1日 - 美谷本村・笹目村が合併し、美笹村が成立[11]。美笹村の大字となる。
- 1957年（昭和32年）7月20日 -　美笹村が戸田町と合併し[11]、戸田町の大字となる。
- 1959年（昭和34年）4月1日 - 大字松本新田が戸田町から分離し、浦和市へ編入される[11]。浦和市の大字松本新田となる。
- 1973年（昭和48年）2月15日 - 地内にまつもと幼稚園が開園する[12]。
- 1978年（昭和53年）7月1日 - 住居表示実施に伴い、大字松本新田の大部分と大字田島の一部から松本一丁目 - 四丁目が成立[6]。大字松本新田の一部は曲本一丁目にも編入[8]。
- 2001年（平成13年）5月1日 - 浦和市・大宮市・与野市が合併し、さいたま市が発足。同市の町名となる。
- 2003年（平成15年）4月1日 - さいたま市が政令指定都市に移行し、同市南区の町名となる。

## 世帯数と人口
2017年（平成29年）9月1日時点の世帯数と人口は以下の通りである。
| 丁目       | 世帯数    | 人口    |
| ---------- | --------- | ------- |
| 松本一丁目 | 774世帯   | 1,732人 |
| 松本二丁目 | 581世帯   | 1,276人 |
| 松本三丁目 | 611世帯   | 1,396人 |
| 松本四丁目 | 534世帯   | 1,223人 |
| 計         | 2,500世帯 | 5,627人 |

## 小・中学校の学区
市立小・中学校に通う場合、学区（校区）は以下の通りとなる。
| 丁目       | 区域 | 小学校                 | 中学校                 |
| ---------- | ---- | ---------------------- | ---------------------- |
| 松本一丁目 | 全域 | さいたま市立田島小学校 | さいたま市立田島中学校 |
| 松本二丁目 | 全域 | さいたま市立田島小学校 | さいたま市立田島中学校 |
| 松本三丁目 | 全域 | さいたま市立田島小学校 | さいたま市立田島中学校 |
| 松本四丁目 | 全域 | さいたま市立田島小学校 | さいたま市立田島中学校 |

## 交通

### 鉄道
- 地区に鉄道は敷設されていない。最寄駅は武蔵野線西浦和駅である[7]。

### 道路
- 首都高速埼玉大宮線
- 国道17号新大宮バイパス
- 松本緑道

### バス
- 路線バス（国際興業バス[14]）
  - 武浦02：武蔵浦和駅西口 - 沼影中央 - 曲本一丁目→松本北→松本三丁目→曲本一丁目 - 沼影中央 - 武蔵浦和駅西口
  - 武浦02-2：武蔵浦和駅西口 - 沼影中央 - 曲本一丁目 ⇀ 松本北 ⇀ 松本三丁目 (入庫時)
  - 武浦02-3：松本北→松本三丁目→曲本一丁目 - 沼影中央 - 武蔵浦和駅西口 (出庫時)
- 松本地区の道路幅が狭く、大型車両での通行が不可能なため、小型の車両で運行している。

## 施設
- 埼玉県畳高等職業訓練校
- まつもと幼稚園
- 松本自治会館
- 白髯神社
- 真言宗智山派真乗寺
- 松本二丁目公園
- 松本二丁目第一公園